# Новозасимовицька сільська рада
Новозасимовицька сільська́ ра́да (біл. Навазасімавіцкі сельсавет) — адміністративно-територіальна одиниця у складі Пружанського району Берестейської області Білорусі. Адміністративний центр і єдиний населений пункт — село Нові Засимовичі.

## Склад
Населені пункти, що підпорядковувалися сільській раді станом на 2009 рік:
| Населений пункт | Тип  | Населення, осіб (2009) |
| --------------- | ---- | ---------------------- |
| Нові Засимовичі | село | 2734                   |

## Населення
За переписом населення Білорусі 2009 року чисельність населення сільської ради становила 2734 особи.

### Національність
Розподіл населення за рідною національністю за даними перепису 2009 року:
| Національність               | Осіб | Відсоток |
| ---------------------------- | ---- | -------- |
| білоруси                     | 2103 | 76,92 %  |
| росіяни                      | 434  | 15,87 %  |
| українці                     | 142  | 5,19 %   |
| поляки                       | 31   | 1,13 %   |
| татари                       | 6    | 0,22 %   |
| національність не вказана    | 4    | 0,15 %   |
| молдовани                    | 3    | 0,11 %   |
| німці                        | 3    | 0,11 %   |
| вірмени                      | 2    | 0,07 %   |
| чуваші                       | 2    | 0,07 %   |
| литовці                      | 1    | 0,04 %   |
| грузини                      | 1    | 0,04 %   |
| карели                       | 1    | 0,04 %   |
| дві та більше національності | 1    | 0,04 %   |
| Разом                        | 2734 | 100 %    |